# Jacob van de Kerkhof
Jacob van de Kerkhof (Millingen aan de Rijn, 12 oktober 1995) is een Nederlandse roeier. Hij vertegenwoordigde Nederland bij verschillende grote internationale wedstrijden en won daarbij vaak zilver met de acht, onder meer op de Olympische Spelen van 2024 in Parijs.
In 2017 won Van de Kerkhof de Europese indoorkampioenschappen roeien 2018 in de open klasse. In 2019 won hij voor de Utrechtse studentenroeivereniging Triton de Varsity. Dit was voor Triton de eerste winst sinds 1967.
Het jaar 2022 begon Van de Kerkhof in de Nederlandse dubbelvier. De ploeg won zilver in het eerste wereldbekerweekend in Belgrado. Met de Nederlandse Acht won hij zilver op de Wereldkampioenschappen roeien en de Europese kampioenschappen. Een jaar later, in 2023, won hij met de acht brons op de EK roeien. De acht won ook zilver op het WK roeien, waarmee de ploeg zich plaatste voor de Olympische Zomerspelen 2024 in Parijs. Bij die Spelen behaalde Van de Kerkhof de zilveren medaille, achter de Britse acht.

## Resultaten

### Olympische Zomerspelen
| Jaar | Plaats | Resultaten |
| ---- | ------ | ---------- |
| 2024 | Parijs | in de acht |

### Wereldkampioenschappen
| Jaar | Plaats   | Resultaten |
| ---- | -------- | ---------- |
| 2022 | Račice   | in de acht |
| 2023 | Belgrado | in de acht |

### Europese kampioenschappen
| Jaar | Plaats  | Resultaten            |
| ---- | ------- | --------------------- |
| 2019 | Luzern  | 13e in de twee zonder |
| 2022 | München | in de acht            |
| 2023 | Bled    | in de acht            |